# Nozze d'oro
Nozze d'oro è un cortometraggio del 1911 diretto da Luigi Maggi.

## Trama
Una famiglia è riunita per festeggiare le nozze d'oro dei due anziani capostipiti. In tale occasione essi rievocano la vicenda che li ha fatti conoscere e sposare. Alla fine di maggio del 1859, durante la battaglia di Palestro, lui, giovane tenente dei Bersaglieri, faceva parte di una unità accerchiata dai soldati Austriaci ed era stato incaricato di raggiungere le linee piemontesi per chiedere soccorso. Il giovane ufficiale riesce abilmente ad eludere i soldati austriaci ed a rubar loro un cavallo, ma durante la sortita viene ferito.
Trova rifugio in un cascinale dove abitano un contadino e la sua giovane figlia, che lo cura, lo nasconde e, quando arrivano gli inseguitori austriaci e la vedono macchiata di sangue, ha la prontezza di spirito di ferirsi per giustificare il suo stato. Alla fine lui raggiunge le linee amiche ed una carica dei Franco - Piemontesi mette in fuga gli austriaci e salva l'unità accerchiata. Una volta guarito, il giovane tenente, che è stato decorato, torna a quella cascina e sposa la ragazza che l'ha salvato. Dopo cinquant'anni quei due sposi festeggiano attorniati da figli e nipoti le loro nozze d'oro.

## Produzione
Nozze d'oro venne appositamente prodotto dalla "Ambrosio Film" in occasione dell'Esposizione internazionale di Torino (1911) che si svolse nel Parco del Valentino, per celebrare il cinquantesimo anniversario dell'unità italiana presentando gli ultimi ritrovati del progresso tecnologico. In seno a tale manifestazione si svolse un concorso di cinematografia, bandito nel 1910, suddiviso in tre settori: artistico, scientifico e didattico, della cui giuria fece parte anche Louis Lumière.

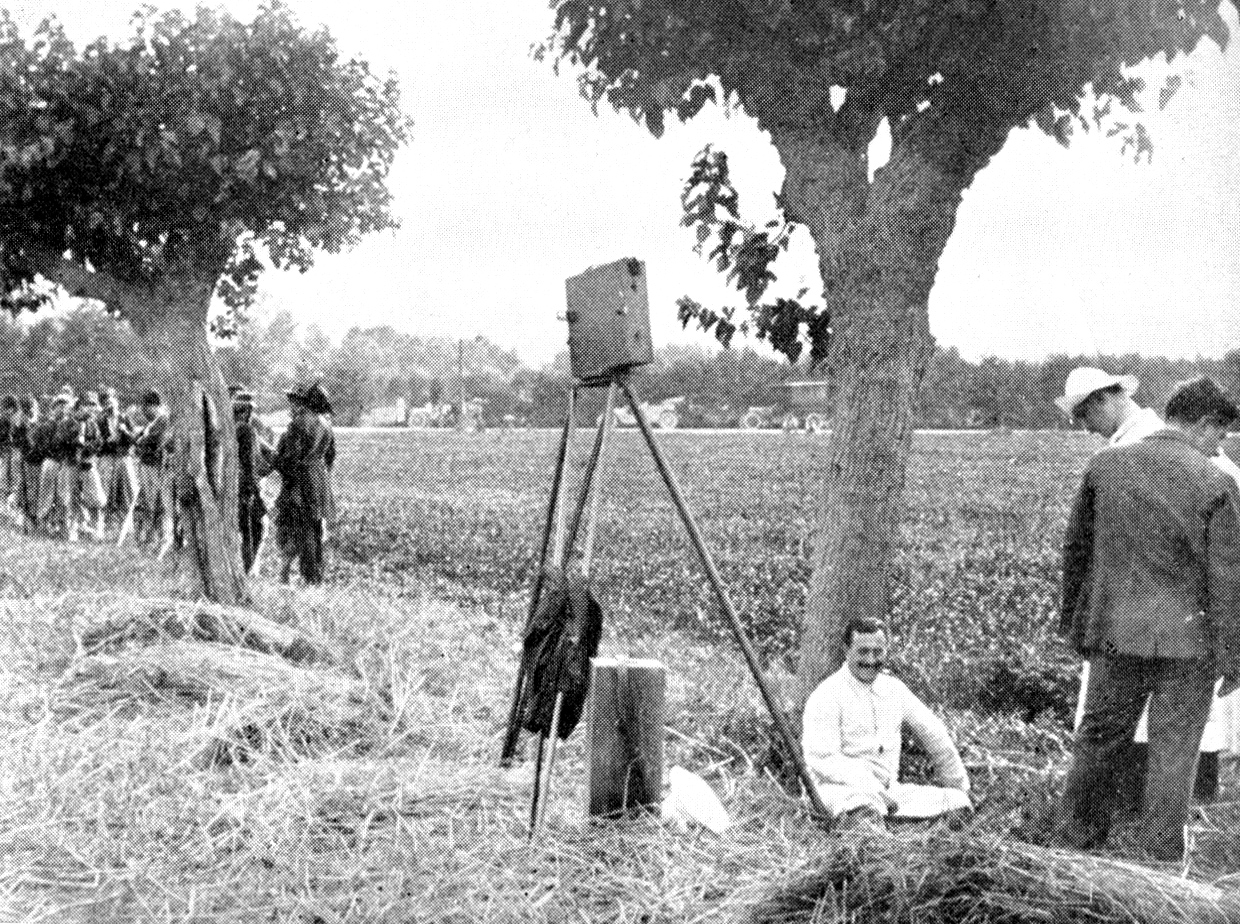
Sul set esterno di Pianezza: una pausa della lavorazione di Nozze d'oro. Al centro, seduto, il produttore Arturo Ambrosio

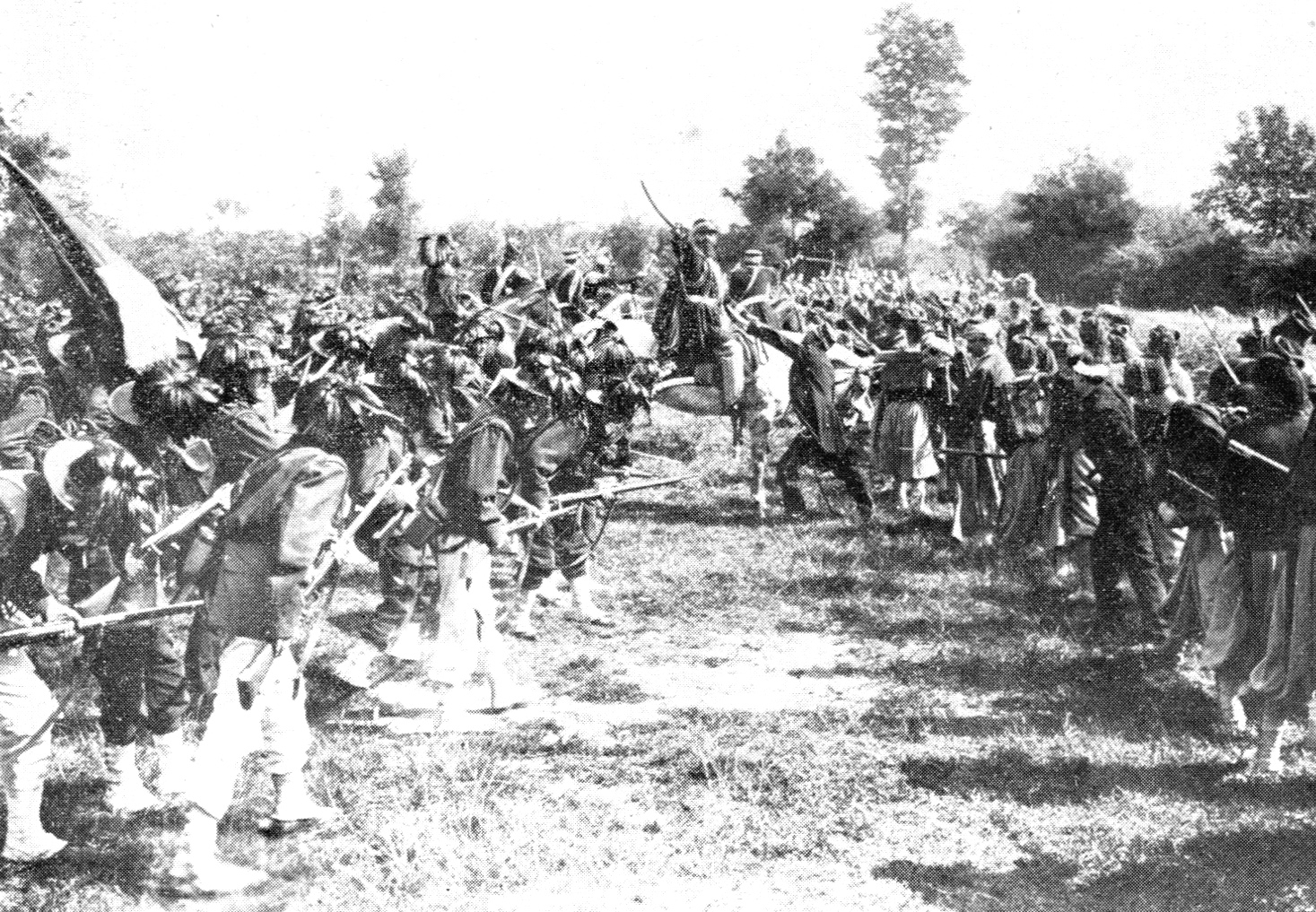
Inquadratura del film. Per Nozze d'oro si dovettero scritturare 400 comparse per le scene di battaglia

Si trattava di una importante occasione per la "Ambrosio" per esaltare la sua attività produttiva in un evento che si svolgeva proprio nella sua città (e del quale aveva anche ottenuto l'esclusiva delle riprese) e il soggettista della casa cinematografica, Arrigo Frusta, venne sollecitato a scrivere una trama di grande importanza. Il film fu realizzato nei primi mesi del 1911 con esterni girati a Pianezza e presentato come « una film artistico - patriottica che riproduce con composta esattezza l'assalto di Palestro, vero capolavoro e gioiello dell'industria cinematografica».

## Accoglienza

### Successo iniziale
Il 13 ottobre 1911 Nozze d'oro ricevette il 1º premio per la categoria artistica che consisteva nella somma, per il tempo assai rilevante. di 25.000 lire. Dopo questo ambito riconoscimento il film, inserito nella "serie Oro" in cui la "Ambrosio" annoverava le sue opere più importanti, iniziò un percorso di successo, sia di critica che commerciale, in Italia ed all'estero. Ebbe accoglienze trionfali a Roma (Teatro Argentina) ed a Parigi, dove venne proiettato al "Gaumont Palace" considerato il più vasto cinematografo del mondo, mentre dalla sola Londra ne vennero richieste 60 copie. In tutto la "Ambrosio" vendette oltre 400 copie del film e dovette assumere nuovo personale per poter far fronte a tutte le ordinazioni che riceveva. Nozze d'oro riuscì inoltre ad entrare nel difficile mercato USA, aprendo la strada per l'affermarsi negli anni successivi anche in quel contesto del film storico italiano.

### Intervento governativo
Nel dicembre 1911, mentre era all'apice del successo, il film venne proibito dal Governo. Le ragioni del divieto erano da ricercare nel timore che l'Austria, con cui al tempo l'Italia era legata dalla Triplice Alleanza, si risentisse per l'immagine che la pellicola dava delle sue truppe, ed assumesse un atteggiamento ostile alla Campagna di Libia in corso in quel momento. Questa decisione fu oggetto di proteste da parte della stampa, che sottolineò, spesso con sarcasmo ed insofferenza verso l'alleato, l'assurdità di questo divieto che «strozza tutta l'epopea nazionale che nei tempi passati ebbe per avversario continuo l'odierno "caro" alleato», che «offende quanto di più sacro abbiamo nel cuore in ricordo della nostra indipendenza».
La questione diventò un "caso" quando si seppe che una copia del film era stata presentata alla famiglia reale che il 29 novembre 1911, alla presenza della regina Margherita, l'aveva visionata presso la residenza di Stupinigi ed aveva espresso ampi elogi ai produttori, così come anche il re che lo aveva visionato a Roma. Nonostante le rimostranze che il divieto comportò, esso fu mantenuto, benché negli anni successivi il film abbia circolato in diverse occasioni.

### Secondo visto di censura
All'inizio del 1915, con l'Italia ancora neutrale, la "Ambrosio" chiese ed ottenne un nuovo visto di censura (n.6183) ed il film riprese a circolare, ma anche in questo caso fu colpito da altri divieti (a Genova dalla Prefettura) a causa di clima volutamente equidistante tra i contendenti che ancora in quei mesi le autorità volevano mantenere. Poi, al momento dell'entrata in guerra italiana, Nozze d'oro poté essere nuovamente distribuito, assieme ad altri film di soggetto risorgimentale che, come questo, davano una rappresentazione del Risorgimento come moto di partecipazione popolare.

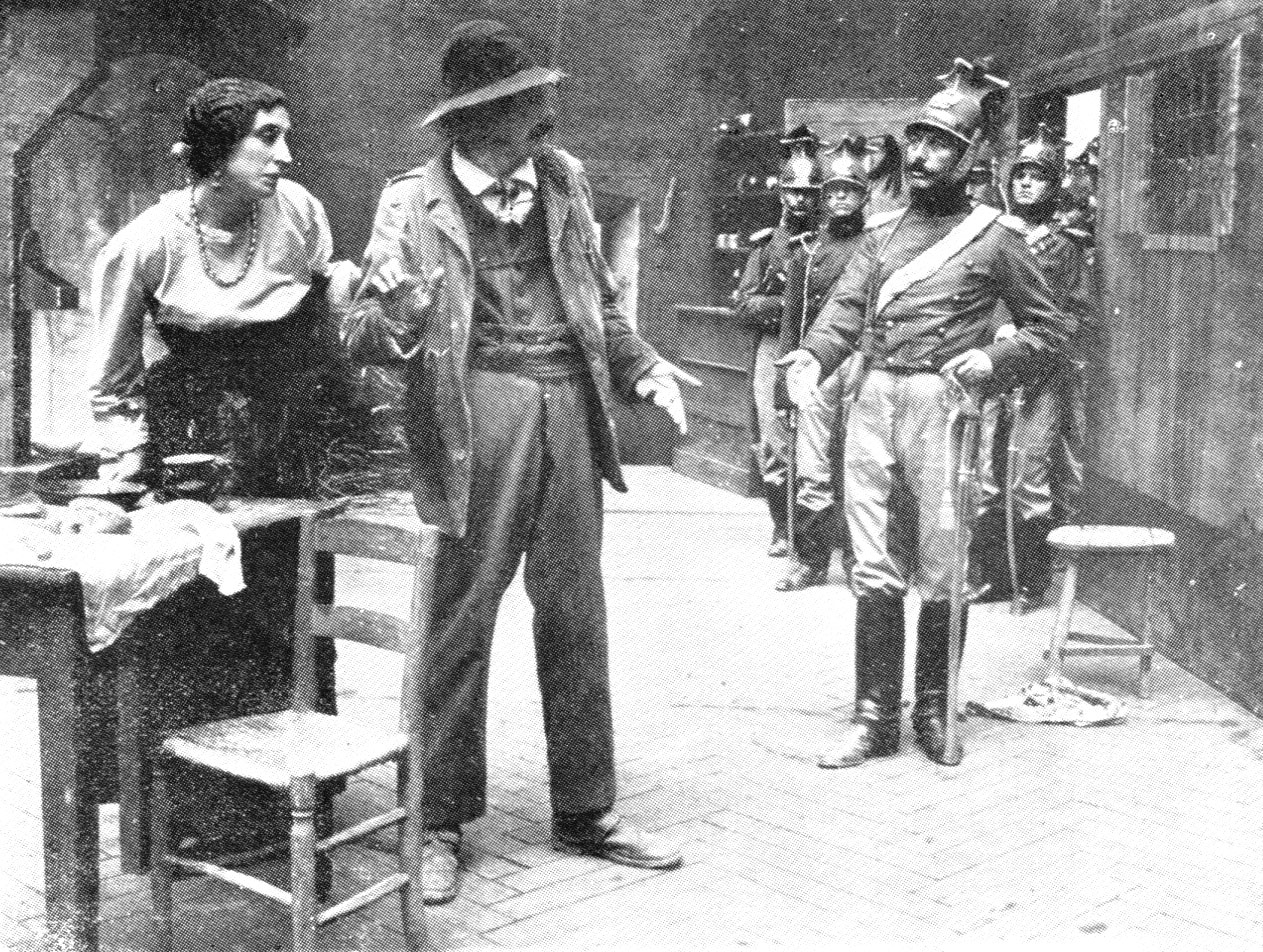
Foto di scena con da sin.) Mary Cleo Tarlarini, Luigi Maggi - qui anche attore - e Giuseppe Gray

### Commenti contemporanei
Sin dall'inizio il successo commerciale del film fu accompagnato da commenti molto positivi. «Un titolo idilliaco - ha scritto la Cine - fono - un'azione meravigliosa per grandiosità: non ci si aspetterebbe mai dalla modesta festa famigliare che dà inizio al film, giungere alla meravigliosa riproduzione delle campagne per l'indipendenza italiana», mentre per La vita cinematografica «il film è perfetto sotto tutti i rapporti, come soggetto, come svolgimento, come esecuzione fedele e come messa in scena fedele all'epoca cui si riferisce». All'estero il periodico londinese Bioscope lo definì come «un ritratto storico accurato e convincente», mentre una rivista americana riconobbe che «l'azione è di tipo così intenso da non abbandonarci per un istante».
Quando, tre anni dopo, il film poté nuovamente circolare i giudizi positivi furono confermati definendo Nozze d'oro «il più ispirato, il più eletto, il più gagliardo e nello stesso tempo il più sentimentale lavoro uscito dalla casa "Ambrosio"». In qualche caso esso, nel crescente clima di ostilità anti austriaca, fu annesso alla campagna interventista che nei primi mesi del 1915 era in corso: «La breve, bella e commovente film ci ritornò dinnanzi agli occhi come un ricorso ed un monito insieme (...) Inutile aggiungere che la mirabile film suscita ad ogni apparizione sullo schermo» i più vivi e profondi entusiasmi patriottici del pubblico».

### Commenti successivi
Ancora decenni dopo, commentando il film, diversi storici del cinema ne hanno dato un giudizio positivo. Secondo Francesco Savio, «Le scene attorno al cascinale assediato sono tra le più plausibili del cinema sulla guerra di indipendenza: bersaglieri, polvere, sciabole, un tono genuino di scaramuccia nell'aia, la brillante azione individuale del bersagliere», mentre Brunetta lo considera un film importante in quanto «uno dei primi esempi di narrazione in prima persona da parte dello stesso soggetto dell'azione>». Sadoul ricorda che nel 1911, quando uscì in Francia Nozze d'oro fu paragonato, per movimento ed originalità, ad un film di Griffith, venne salutato in quel paese come un capolavoro e sostiene che il suo successo internazionale «fece capire che non bisognava più sottovalutare gli italiani nella corsa ad accaparrarsi i mercati internazionali, sino ad allora dominati dalla produzione francese».

### Riconoscimenti
- 1911 - Esposizione internazionale di Torino (1911)
  - Primo premio per la categoria artistica

### Conservazione e restauro
Nozze d'oro è un film interamente sopravvissuto al tempo e nel 2011, ad un secolo della sua realizzazione, è stato sottoposto a restauro, utilizzando come fonte la copia della originaria sceneggiatura di Frusta, e come base una copia della pellicola, completa di didascalie ed altri elementi, esistente presso la "Cinématèque de Toulouse". . Una copia della pellicola è conservata presso il Museo del cinema di Torino. Altre copie si trovano in cineteche francesi e britanniche.